# Sarcofagen van Clazomenae

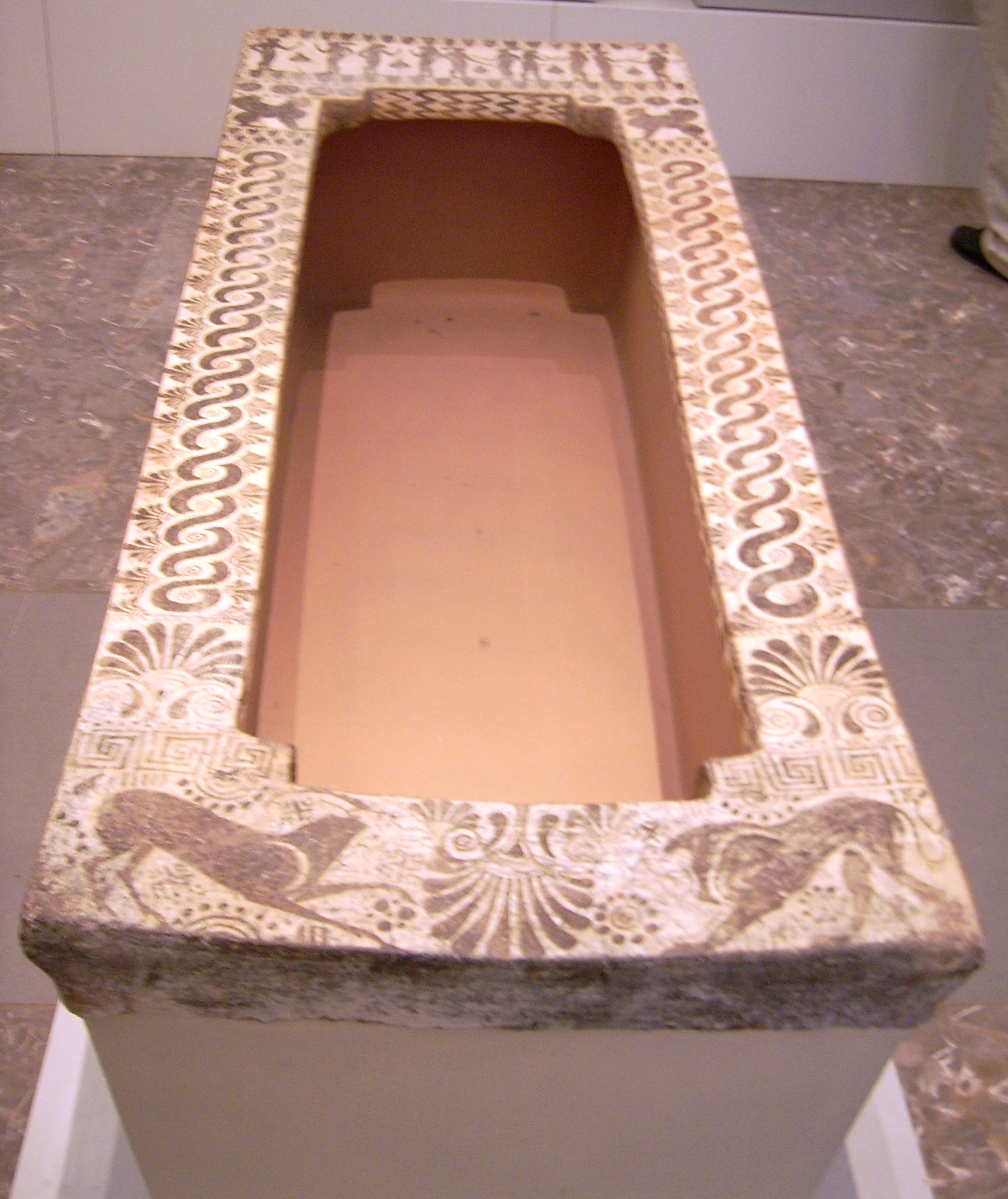
Klazomenische sarcofaag, tentoongesteld in Berlijn.

De sarcofagen van Clazomenae zijn een type antieke Griekse sarcofagen, genoemd naar de Ionische Griekse stad Clazomenae, waar de meeste exemplaren zijn gevonden. Ze zijn gemaakt van grove klei in tinten bruin tot roze. Aan de bekkenvormige hoofdsarcofaag is een rechthoekige brede lijst toegevoegd, vaak bedekt met een witte slip en vervolgens beschilderd. 
De tweede belangrijke vindplaats van deze sarcofagen is Smyrna. Enkele andere zijn gevonden op Rodos, Samos, Lesbos en Efeze. Ze zijn waarschijnlijk tussen 550 v. Chr. (laat archaïsche periode) en 470 v. Chr. (vroeg klassieke periode) vervaardigd in Clazomenae.

## Vervaardiging en gebruik
De grote sarcofagen van klei werden uit één stuk vervaardigd en gebakken. De werkplaatsen bevonden zich waarschijnlijk in de buurt van begraafplaatsen. Men vermoedt dat de bakovens over de ongebakken sarcofagen heen werd gebouwd (te vergelijken met de plaatsing van de Ramsesbeelden in het Groot Egyptisch Museum).
Gezien de relatief ingewikkelde en tijdrovende wijze van vervaardiging is het onwaarschijnlijk dat de sarcofagen pas na de dood van hun beoogde bewoners werden geproduceerd. In plaats daarvan werden zij ofwel tijdens hun leven aangeschaft, ofwel eenvoudigweg in ‘massaproductie’ geproduceerd zodat voorraden beschikbaar waren wanneer dat nodig was.
De sarcofagen, met hun gewicht van ongeveer 350 kg, hoefden dan slechts over een korte afstand naar het graf te worden vervoerd. De overledene werd in processie naar de begraafplaats gedragen en vervolgens in zijn of haar sarcofaag gelegd, die reeds tot de hoogte van de rand in de grond was gestoken. Om die reden zijn alleen de bovenste delen van de sarcofagen voorzien van versieringen (soms ontbreken er ook decoraties). Daarna werd hij met een stenen plaat gesloten. Na de begrafenisrituelen werd er een hoopje zand op gelegd.

## Decoratie
Gedurende de eerste twee decennia (20 jaar) werden de sarcofagen alleen versierd met sierlijke krullen. Daarna werden figurale voorstellingen toegevoegd aan de hoofd- en voeteinden. De hoofdstukken, die hoger waren, kregen vaak scènes van gevechten, jacht en atletische wedstrijden, uitgevoerd in de zwartfigurige techniek. Details werden niet ingekrast, maar met witte verf aangebracht. Meestal zijn alleen schaduwachtige sporen van dergelijke interne details bewaard gebleven. De afbeeldingen hebben meestal betrekking op aspecten van het leven die relevant zouden zijn voor de plaatselijke aristocratie. Slechts een klein deel is uitgevoerd in de roodfigurige techniek. Het hoofdeinde droeg vaak scènes van dierengevechten in silhouettetechniek. Ze waren beïnvloed door de late dierenfries-stijl. De zijkanten dragen vaak ornamenten zoals palmetten en touwpatronen. 
Tegenwoordig worden in musea gewoonlijk alleen de lijsten van de sarcofagen tentoongesteld. De kaders werden na ontdekking vaak kapotgeslagen, omdat alleen de beschilderde delen van belang werden geacht, en het vervoer zou worden vergemakkelijkt door het gewicht van het voorwerp te verminderen.

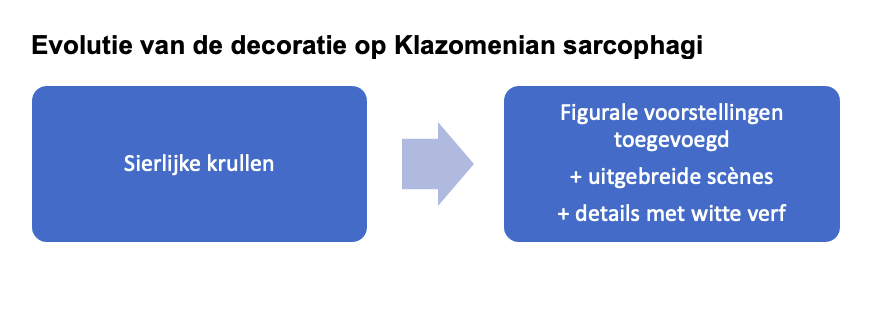
Evolutie van de decoratie op Clazomenae sarcofagen